# Balasagun

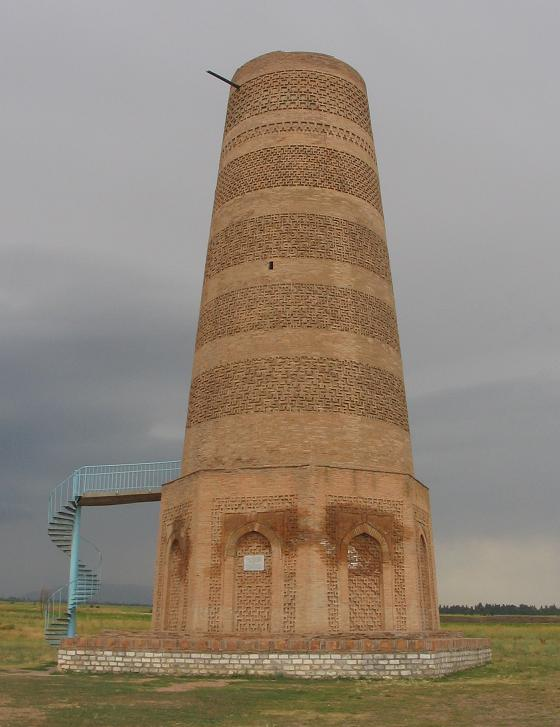
Torre di Burana, nel posto dove un tempo sorgeva Balasagun

Balasagun (turco: Balagasun, Balassagun, Balasaghun, Karabalsagun; 八剌沙衮S, bālàshāgǔnP, in persiano بلاساغون‎) era un'antica città sogdiana dell'odierno Kirghizistan, situata nella valle del fiume Ču tra Biškek ed il lago Ysyk-Köl.
Balasagun venne fondata dai Sogdiani, un popolo di origine iraniana, e la lingua sogdiana rimase utilizzata in città fino all'XI secolo.
Fu la capitale del khanato di Kara Khitay dal X secolo alla conquista mongola del 1218. I Mongoli la chiamarono Gobalik ("bella città"). Non va confusa con la città di Karabalghasun in Mongolia, capitale del Khaganato di Uyghur.
Fondata dal khanato di Karakhanidi nel IX secolo, Balasagun sostituì quasi subito Suyab come principale centro politico ed economico della valle del Ču; la sua prosperità entrò in declino dopo la conquista da parte dei Mongoli. Si pensa che il poeta Yusuf Has Hajib, noto per aver scritto il Kutadgu Bilig, sia nato a Balasagun nell'XI secolo. La città ospitava anche una discreta comunità cristiana (Nestorianesimo); un cimitero era ancora in uso nel 1300. A partire dal XIV secolo Balasagun divenne un villaggio pieno di rovine, 12 km a sud-est di Tokmok.
La zona Burana, situata sul confine di Tokmok ed a 6 km dall'odierno villaggio di Balasagun, era il confine occidentale della vecchia città. Comprende la Torre di Burana ed un campo di pietre con incisioni rupestri, chiamato bal-bals. La torre di Burana è un minareto costruito nell'XI secolo sulle rovine dall'antica Balasagun. È alto 24 metri, anche se quando fu costruito raggiungeva i 46 metri. Numerosi terremoti nel corso dei secoli hanno provocato molti danni, e l'edificio attuale è il frutto di un restauro degli anni settanta.